# Isca para jacaré

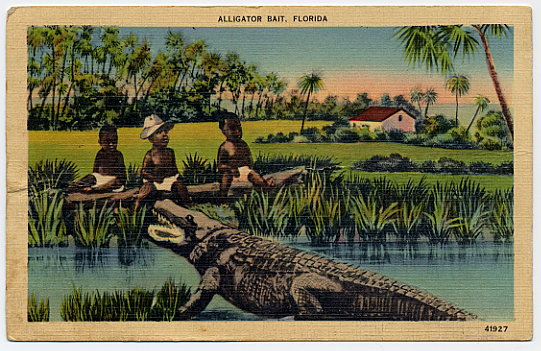
Um cartão postal do início do século XX retratando crianças negras como "isca para jacaré"

Descrever crianças afro-americanas como iscas para jacaré (alligator bait em inglês) era um tropo comum na cultura popular estadunidense durante e imediatamente após o período de escravidão nos Estados Unidos. O tema esteve presente em uma ampla gama de mídias, incluindo reportagens de jornais, canções, partituras e artes visuais.
Existe uma lenda urbana que afirma que crianças ou bebês negros foram de fato usados como isca para atrair jacarés, embora não haja nenhuma evidência significativa de que crianças de qualquer raça tenham sido usadas para esse fim. Na gíria americana, alligator bait é um insulto racial que é usado contra afro-americanos.

## Origens
As razões para primeiro identificar bebês negros como isca para jacaré são desconhecidas, mas a identificação pode ser uma consequência de associações anteriores de crocodilos africanos – um parente dos jacarés americanos – com a África e seu povo. Os jacarés americanos vivem principalmente nos pântanos do sul dos Estados Unidos, que eram um lugar onde as pessoas que escapavam da escravidão se escondiam. Segundo a lenda popular, pessoas escravizadas que desapareciam em pântanos podem ter sido mortas por jacarés; as crianças foram entendidas como particularmente vulneráveis a ataques de jacarés e essa identificação pode ter evoluído para a imagem de isca.

## Cultura popular
No imaginário popular estadunidense, durante e após a escravidão legal, crianças negras eram comumente usadas como iscas para jacarés, o superpredador do folclore estadunidense. Desenhos de bebês negros atraindo jacaré foram impressos por empresas como Underwood & Underwood em cartões postais, caixas de charutos, capas de partituras, e em pinturas. Várias histórias foram impressas em jornais estadunidenses sobre a suposta prática. Devido à popularidade da ideia, abridores de cartas foram fabricados em formatos semelhantes a jacarés, alguns dos quais vinham equipados com pequenas réplicas de cabeças de crianças negras para serem colocadas na boca do jacaré. Os desenhos das partituras eram quase puramente simbólicos; as imagens de crianças negras sendo caçadas por jacarés não foram representadas em quase nenhuma música correspondente, embora algumas canções (sem a iconografia) tivessem isca para jacaré como componente. Em geral, os desenhos reforçavam a crença racista de que os negros eram vítimas da natureza e que sua raça tornava razoável supor que eles deveriam morrer terrivelmente. A imagem é um subtipo da caricatura racista pickaninny e do estereótipo de crianças negras, onde elas eram representadas como quase desumanas, imundas e não amáveis.
A American Mutoscope and Biograph Company produziu um par de curtas-metragens em 1900 chamados The 'Gator and the Pickaninny e Alligator Bait. No primeiro, "um homem negro com um machado ataca sem hesitar um jacaré que engoliu um menino negro; como resultado, o menino, como Jonas, é restaurado". Neste último, de acordo com o catálogo da empresa de cinema, "Um bebezinho de cor está amarrado a um poste em uma costa tropical. Um enorme jacaré sai da água e está prestes a devorar o pequeno pickaninny, quando um caçador aparece e atira no réptil." A imagem de crianças negras sendo colocadas em perigo para atrair jacarés permanece na cultura popular do século XXI.

## Historicidade
Em maio de 2013, Franklin Hughes, do Jim Crow Museum of Racist Memorabilia, argumentou que, devido ao número de periódicos que mencionam o uso de crianças negras como iscas para jacarés, provavelmente ocorreu, embora não tenha sido generalizado ou se tornado uma prática normal. Quatro anos depois, Hughes argumentou novamente que provavelmente ocorreu, embora também tenha encontrado um artigo da revista Time, contemporâneo a um suposto incidente impresso em jornais, que negava que a prática tivesse ocorrido e que a reportagem fosse uma "mentira tola, falsa e absurda".
Um artigo do Snopes de 2017 não conseguiu encontrar nenhuma evidência significativa de que a prática ocorreu; Patricia Turner, historiadora do folclore negro e do fenômeno cultural da isca para jacaré, disse a Snopes que provavelmente nunca aconteceu. O escritor do Snopes disse que era impossível provar uma alegação negativa e que nenhum proponente da historicidade da prática cumpriu seu ônus de prova fornecendo qualquer evidência da prática, embora o tropo de crianças negras sendo a comida favorita dos jacarés já estivesse difundido nos Estados Unidos antebellum. Por exemplo, um artigo de 1850 na Fraser's Magazine relatou a crença de que os jacarés "preferem a carne de um negro a qualquer outra iguaria".

## Como insulto racial
Na gíria americana, alligator bait (ou 'gator bait) é um insulto predominantemente sulista destinado a negros, principalmente crianças; o termo implica que o alvo é inútil e dispensável. O insulto data do início de 1900 ou antes. Em 2020, a Universidade da Flórida acabou com o canto "Gator Bait" durante eventos atléticos; o historiador universitário Carl Van Ness disse que o canto provavelmente começou depois da década de 1950 e, embora possa não ter se originado do insulto racial, os dois estavam conectados.

## Tropos semelhantes
O conceito de crianças atraindo predadores separadamente existia no Ceilão colonial (hoje Sri Lanka). Diz-se que crianças do Ceilão foram usadas como isca para crocodilos, e vários jornais publicaram histórias e desenhos da suposta prática.